# Раневая меристема
Раневы́е меристе́мы — тип вторичной меристематической ткани, клетки которой образуются из расположенных рядом с поврежденными участками специализированных живых клеток паренхимы и обеспечивают восстановление поврежденной части тела. Клетки раневых меристемы обычно крупнее, чем клетки других меристемами, они имеют хорошо развитые клеточные стенки. Они более устойчивы к экспериментальным манипуляциям, по сравнению с тонкостенными клетками апикальных меристем. Плоскость деления клеток раневых меристем располагается параллельно поверхности раны или вертикально градиенту концентрации гормонов в повреждённом участке. В результате интенсивного деления клетки превращаются либо в нарост, называемый каллусом, либо феллоген, который, в свою очередь, образует пробку.
При определённых условиях из него могут формироваться органы растения. Иногда из клеток каллуса могут развиваться зародыш, которые впоследствии развиваются в самостоятельный организм (это легко наблюдать на отрезанном листе бегонии, где зародыши будут развиваться из эпидермальных клеток в области перерезанных жилок).